# Souchon dans l'air, vol. 2
 (avril 2018).
Si vous disposez d'ouvrages ou d'articles de référence ou si vous connaissez des sites web de qualité traitant du thème abordé ici, merci de compléter l'article en donnant les références utiles à sa vérifiabilité et en les liant à la section « Notes et références ».
Albums de divers artistes
(voir la liste des titres)
Souchon dans l'air
(2017)
Souchon dans l'air, vol. 2 est une compilation, sortie en 2018, de plusieurs artistes français qui reprennent les chansons de l'auteur-compositeur-interprète français Alain Souchon.
Cet album fait suite à l'album Souchon dans l'air sorti en 2017.

## Liste des titres
Toutes les chansons sont écrites et composées par Alain Souchon et/ou Laurent Voulzy.
| No  | Titre                           | Interprètes            | Durée |
| --- | ------------------------------- | ---------------------- | ----- |
| 1.  | Jamais content                  | Katerine               | 2:58  |
| 2.  | L'Amour en fuite                | Maxime Le Forestier    | 3:02  |
| 3.  | J'étais pas là                  | Mathieu Boogaerts      | 2:19  |
| 4.  | On s'aime pas                   | Adrien Gallo           | 3:59  |
| 5.  | Somerset Maugham                | Keren Ann              | 3:48  |
| 6.  | La Beauté d'Ava Gardner         | L                      | 2:16  |
| 7.  | Tailler la zone                 | Arthur H               | 4:10  |
| 8.  | Le dégoût                       | Albin de la Simone     | 3:34  |
| 9.  | J'veux du cuir                  | Infinite Bisous        | 4:03  |
| 10. | Rive gauche                     | Vianney                | 3:41  |
| 11. | On se cache des choses          | Vincent Delerm         | 2:56  |
| 12. | S'asseoir par terre             | Gaëtan Roussel         | 3:21  |
| 13. | On avance                       | Alex Beaupain          | 3:26  |
| 14. | La p'tite Bill, elle est malade | Ours et Pierre Souchon | 2:52  |
| 15. | Souchon sous la pluie           | Camille                | 2:20  |
| 16. | Foule sentimentale              | Yael Naim              | 3:58  |